# Tour dei British and Irish Lions 1980
Il tour dei British and Irish Lions 1980 fu il 21º tour ufficiale della formazione interbritannica di rugby a 15 dei British and Irish Lions; si tenne per l'11ª volta in Sudafrica, dal 10 maggio al 12 luglio 1980, e consisté in una serie di 18 incontri, di cui quattro test match contro gli Springbok, programmati in altrettanti sabati sparsi tra tutti i tre i mesi della spedizione (uno in maggio, due in giugno e uno in luglio, coincidente con l'ultimo incontro assoluto del tour).
Gli altri quattordici incontri si tennero contro otto squadre provinciali (nell'ordine E.P. Elephants, Natal, Orange Free State, Transvaal, Eastern Transvaal, Northern Transvaal, Western Province e Griqualand West), quattro squadre a inviti, uno contro la nazionale A, gli Junior Springboks, e infine contro i South African Barbarians che allineavano anche giocatori internazionali come l'argentino Hugo Porta.
Allenatore capo della squadra dei British Lions fu l'irlandese Noel Murphy, capitano l'inglese Bill Beaumont.
La serie dei quattro test match fu vinta dal Sudafrica per 3 incontri a uno: i Lions vinsero il proprio incontro a serie ormai persa, sul 3-0 per gli Springbok.
La formazione interbritannica vinse, tuttavia, gli altri 14 incontri infrasettimanali.
A causa delle ripercussioni politiche circa l'opportunità di disputare incontri sportivi con un Paese che attuava in patria un regime di discriminazione razziale, quello del 1980 rimase l'ultimo tour dei Lions in Sudafrica per 17 anni, fino al 1997.

## La preparazione
Il tour nasceva in una situazione politica turbolenta.
Il Sudafrica non era un Paese gradito in Gran Bretagna e già dieci anni prima, in occasione del tour degli Springbok nelle Isole britanniche del 1969-70, vi erano state veementi proteste, guidate da leader politici del laburismo giovanile come Peter Hain e Gordon Brown, perché il tour venisse annullato sulla scorta di quanto già era avvenuto pochi mesi prima, quando a essere accantonata fu una serie di test match di cricket in cui i sudafricani avevano espresso disappunto per la presenza di un giocatore di colore nelle file inglesi.
A tali annullamenti fece seguito il bando sudafricano da parte del CIO nel 1970, anche se la questione venne posta in maniera più incisiva in seno al comitato dei Giochi del Commonwealth a metà decennio, in quanto alcune nazioni africane minacciarono il boicottaggio di tale rassegna per protesta verso quei Paesi che ancora intrattenevano relazioni sportive con il Sudafrica; per effetto di ciò quest'ultimo rimase isolato e tentò di non essere escluso dagli eventi internazionali pagando surrettiziamente (tramite sponsor) atleti stranieri che venissero a competere in esibizione sul loro territorio: è il caso di una spedizione non autorizzata di crickettisti inglesi nel 1981 che portò al bando di alcuni di essi da parte della loro Federazione o del famoso tour dei New Zealand Cavaliers del 1986, composto da rugbisti a 15 neozelandesi recatisi individualmente in Sudafrica e, per questo, sanzionati al ritorno con il bando per due gare ufficiali che, per molti di essi, costituì la fine della carriera internazionale.
Il — da poco in carica — governo conservatore di Margaret Thatcher, alla fine del 1979, non aveva mostrato alcuna intenzione di alleggerire il bando verso il Sudafrica e, benché inabile formalmente a imporre alle federazioni sportive britanniche qualsiasi boicottaggio sportivo, espresse alla Rugby Football Union, la più influente tra le quattro componenti dei British Lions, il proprio desiderio che la formazione interbritannica si astenesse da effettuare un tour, programmato per maggio 1980, in quel Paese.
Al contrario la RFU ignorò la richiesta del governo e a gennaio 1980, di concerto con le altre tre federazioni rugbistiche delle Isole britanniche decise di proseguire con l'organizzazione, assegnando la gestione del tour al nordirlandese Syd Millar e la guida tecnica a Noel Murphy.
I giocatori convocati per il tour furono 30, dei quali 8 inglesi compreso il capitano Beaumont, 5 irlandesi, 4 scozzesi e 13 gallesi, quest'ultimo il contingente più nutrito della spedizione che rispecchiava la forza del Galles (otto vittorie nelle 12 edizioni precedenti) e il ritorno dell'Inghilterra (campione uscente con il Grande Slam del Cinque Nazioni 1980); tra di essi figuravano anche 10 superstiti del tour precedente, quello del 1977 in Nuova Zelanda.

## Il tour

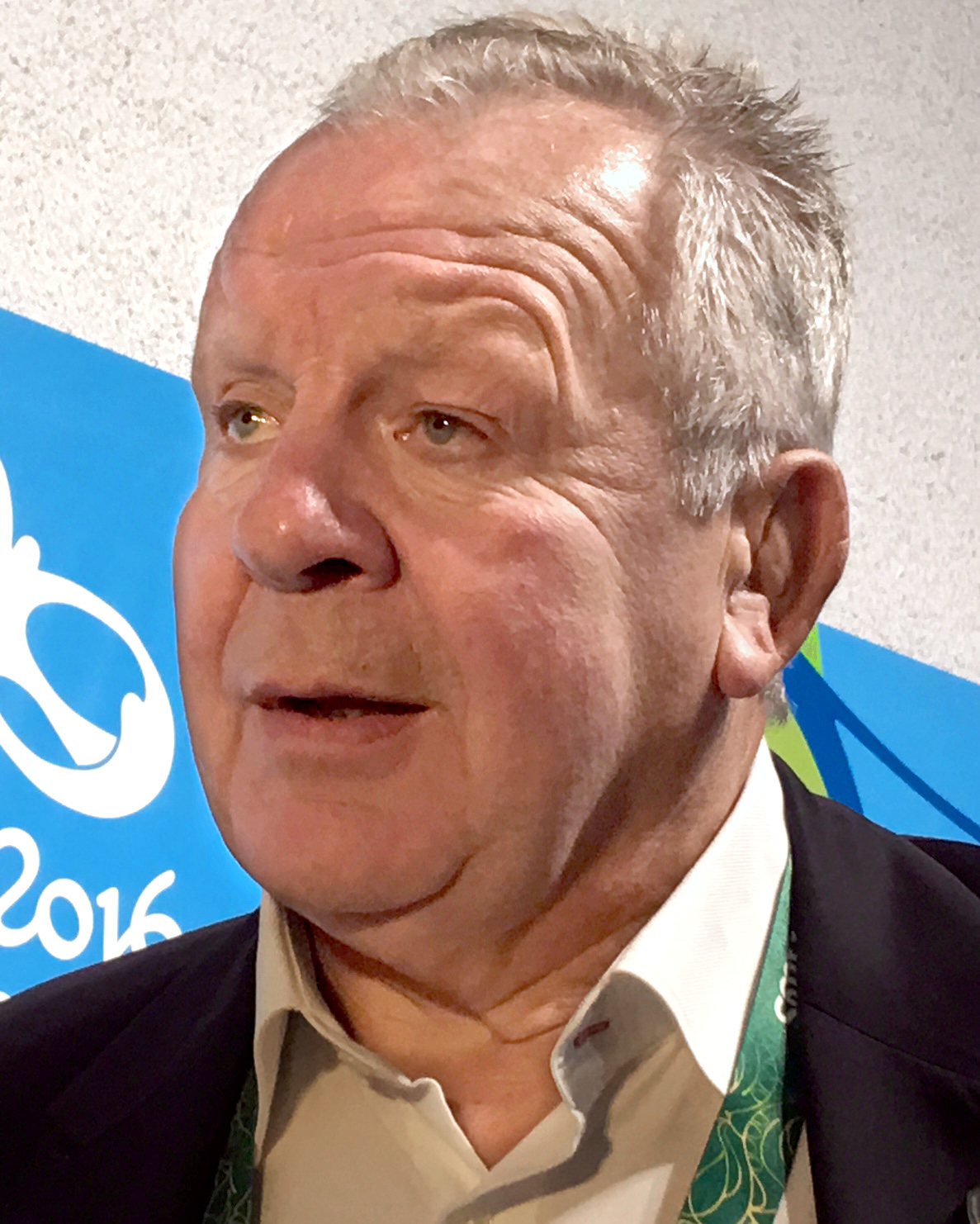
L'inglese Bill Beaumont, capitano del tour, qui nel 2016

Il tour fu costellato da diversi infortuni già dall'inizio: lo scozzese Andy Irvine fu sostituito da Elgan Rees prima ancora di partire; il gallese Stuart Lane passò alle statistiche per essere il giocatore con la più corta militanza nei Lions, con soli 55 secondi di gioco nella partita inaugurale del tour a Port Elizabeth contro E.P. Elephants prima di rompersi il crociato anteriore; Rodney O'Donnell subì un infortunio al collo e terminò in quel tour la sua carriera agonistica; Mike Slemen, benché non infortunato, dovette tornare a Liverpool per problemi familiari; nel corso della spedizione, oltre al citato Slemen, furono 8 i giocatori rimpiazzati a causa di infortunio.

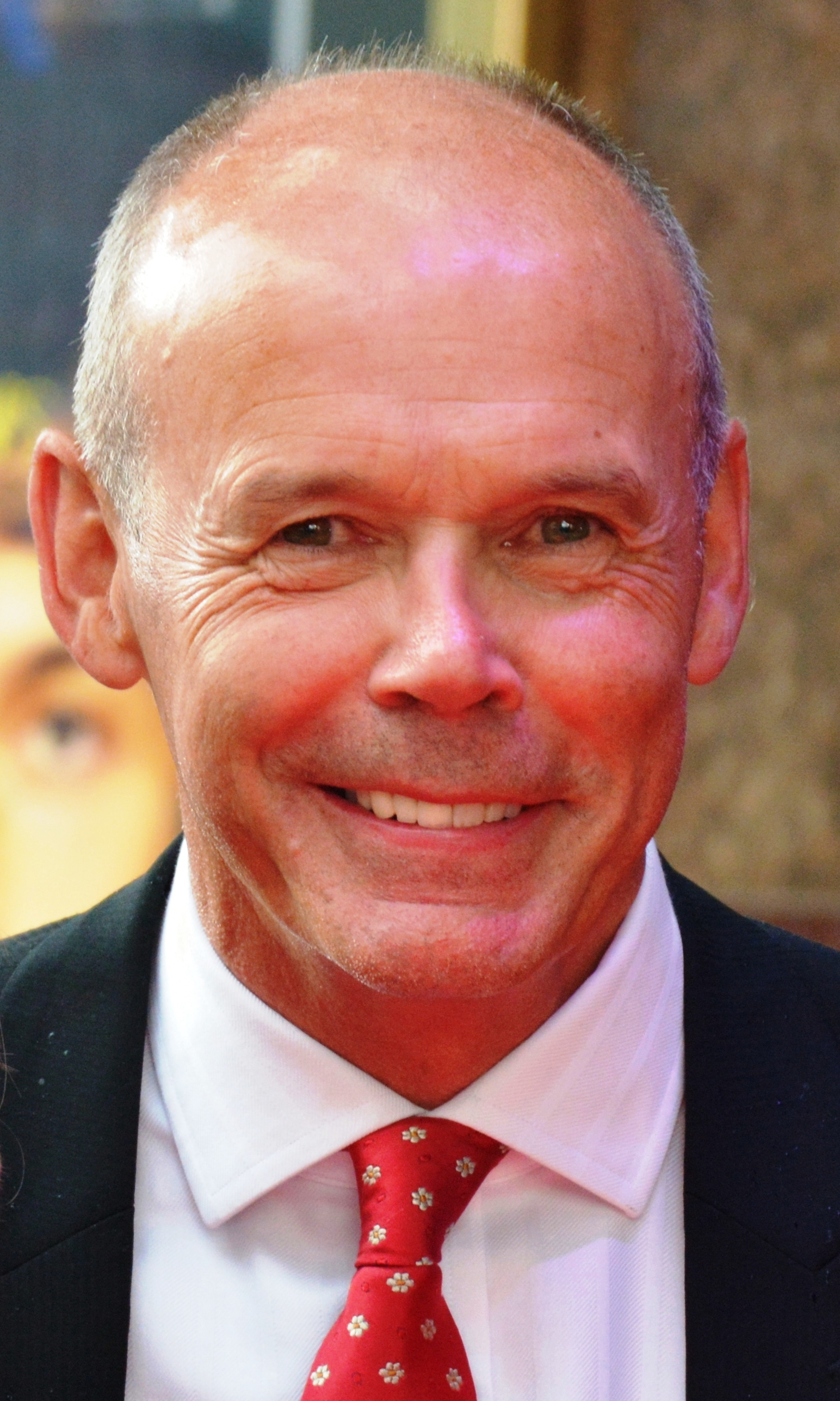
Clive Woodward, tra i più talentuosi giocatori del tour, qui nel 2015

Come detto, la formazione interbritannica fu vittoriosa in tutti gli incontri infrasettimanali a iniziare dal primo a Port Elizabeth che registrò la prima citata defezione per infortunio, quella di Stuart Lane.
Rispetto alle consuetudini, fu organizzato un (insolitamente, per l'epoca) corto tour di soli due mesi, in controtendenza rispetto alle spedizioni d'oltremare durante le quali le squadre rimanevano in visita del Paese ospitante almeno tre mesi.
Le assenze tuttavia cominciarono a pesare soprattutto perché riguardavano i tre quarti dove c'era meno ricambio, laddove la prima linea, costruita sul trio inglese, costruita sul trio Cotton-Wheeler-Blakeway, riusciva a conquistare palloni da smistare alle retrovie; David Richards, Gareth Davies e Terry Holmes dovettero lasciare per infortunio e fu necessario rimpiazzarli chiamando d'urgenza dall'Europa sostituti disponibili a prendere il loro posto.
Se i Lions erano riusciti ad ammortizzare il peso delle perdite durante i primi sei match infrasettimanali (altrettante vittorie contro tre formazioni provinciali e tre a inviti), l'importanza dei giocatori venuti a mancare si sentì nel primo test match a Città del Capo quando gli Springbok marcarono cinque mete contro una sola dei visitatori, che mitigarono il passivo solo grazie a 18 punti di Tony Ward al piede (5 piazzati e un drop) per un totale di 26-22 per i padroni di casa.
Tra il primo e il secondo test match vi furono tre vittorie infrasettimanali contro una selezione a inviti dei distretti e le provincie del Transvaal ed Eastern Transvaal; a Bloemfontein il conteggio finale fu di 4 mete a 2 per gli Springbok e vittoria interna per 26-19 con conteggio di infortunati in aumento.
Ancora, due vittorie convincenti contro gli Junior Springboks e Northern Transvaal diedero nuova fiducia ai Lions, ma il terzo test, quello di Port Elizabeth, fu quello che diede al Sudafrica la vittoria nella serie, anche se vinto 12-10 e con una meta per parte.
Fu evidente che, pur perdendo di misura, i britannici stavano scontando le numerose defezioni per infortunio difficili da fronteggiare con le sostituzioni all'ultimo minuto.
Nell'ultima tornata di infrasettimanali prima del quarto e finale test match ormai valevole solo per il prestigio, i Lions colsero una vittoria di rilievo contro la selezione dei South African Barbarians arricchita all'apertura dall'invito dell'argentino Hugo Porta.
Nel test match che chiuse il tour, al Loftus Versfeld di Pretoria, i Lions marcarono tre mete contro una sola degli Springbok e si aggiudicarono l'incontro 17-13.
Alla fine della spedizione, fatta eccezione per Slemen, furono 8 su 30 i giocatori avvicendati, ovvero più di un quarto.

## Reazioni
Le polemiche non terminarono con la fine del tour.
I sudafricani nel corso del decennio tentarono in tutti i modi di aggirare il bando internazionale, con alterni risultati e misure che causarono polemiche ovunque: nel 1981 una spedizione sudafricana in Nuova Zelanda fu boicottata dai contestatori che ad Hamilton disseminarono il campo di chiodi e schegge di vetro, e durante un test match ad Auckland un pilota amatoriale sorvolò Eden Park lanciando bombe di farina sui giocatori per protesta.
Un nuovo tour neozelandese in Sudafrica fu annullato nel 1985 e l'anno successivo la federazione sudafricana organizzò un'estemporanea spedizione in odor di professionismo che costò ai tesserati della NZRU una squalifica di due gare.
Alla prima coppa del mondo di rugby nel 1987 il Sudafrica non fu ammesso, anche se questo non bastò per evitare che, per esempio, l'Unione Sovietica, invitata a tale competizione, declinasse perché, pur essendo gli Springbok banditi dalla competizione, la federazione era ancora presente nell'International Rugby Football Board.
Per quanto riguarda invece i British Lions, le polemiche interne furono sufficienti a evitare di mettere in calendario future visite in Sudafrica: la prima volta in cui tornarono ufficialmente nel Paese fu nel 1997, diciassette anni dopo, ad apartheid ormai finito da più di cinque anni.
L'irlandese Rodney O'Donnell, infortunatosi al collo, smise di giocare e Stuart Lane che, come detto, è noto per avere la più breve carriera nelle file dei Lions, non gareggiò più a livello internazionale.
Tra i partecipanti al successivo tour in Sudafrica del 1997 figurò Scott Quinnell, figlio di Derek che prese parte a quello del 1980.
Delle altre persone di rilievo di quel tour, Syd Millar e Bill Beaumont divennero in seguito presidenti dell'International Rugby Board (oggi World Rugby); Andy Irvine divenne presidente della federazione scozzese e manager del tour vittorioso dei Lions in Australia nel 2013.
John Robbie nel 1981 rimase in Sudafrica dopo essere stato licenziato dalla Guinness a causa della sua partecipazione a un tour con la nazionale irlandese in tale Paese e per 35 anni lavorò in una trasmissione radiofonica che nei primi anni novanta ospitò personalità che si opponevano all'apartheid attirandosi pesanti critiche da politici e vertici di polizia e forze armate.
Anche l'inglese John Carleton perse il suo posto di insegnante a Wigan al rientro in patria, ma successivamente si impiegò alla filiale della Bank of Ireland di Liverpool.
Clive Woodward, all'epoca funzionario bancario, divenne allenatore professionista e commissario tecnico dell'Inghilterra che nel 2003 vinse l'unica Coppa del Mondo guadagnata da una squadra nazionale dell'Emisfero Nord; nel 2005 guidò anche i Lions in un tour in Nuova Zelanda che tuttavia si risolse in 3 sconfitte per gli interbritannici.

## La squadra

### Giocatori
| Avanti            | Avanti             | Avanti         |
| Giocatore         | Ruolo              | Squadra        |
| ----------------- | ------------------ | -------------- |
| John Beattie      | Terza linea centro | Glasgow Accies |
| Bill Beaumont (c) | Seconda linea      | Fylde          |
| Phil Blakeway     | Pilone             | Gloucester     |
| Maurice Colclough | Seconda linea      | Angoulême      |
| Fran Cotton       | Pilone             | Sale Sharks    |
| Stuart Lane       | Terza linea ala    | Cardiff RFC    |
| Allan Martin      | Seconda linea      | Aberavon       |
| John O'Driscoll   | Terza linea ala    | London Irish   |
| Philip Orr        | Pilone             | Old Wesley     |
| Alan Phillips     | Tallonatore        | Cardiff RFC    |
| Graham Price      | Pilone             | Pontypool      |
| Derek Quinnell    | Terza linea centro | Llanelli       |
| Jeff Squire       | Terza linea centro | Pontypool      |
| Ian Stephens      | Pilone             | Bridgend       |
| Alan Tomes        | Seconda linea      | Hawick         |
| Colm Tucker       | Terza linea ala    | Shannon        |
| Peter Wheeler     | Tallonatore        | Leicester      |
| Clive Williams    | Pilone             | Swansea        |
| Gareth Williams   | Terza linea centro | Bridgend       |

| Tre quarti       | Tre quarti         | Tre quarti    |
| Giocatore        | Ruolo              | Squadra       |
| ---------------- | ------------------ | ------------- |
| Ollie Campbell   | Mediano d'apertura | Old Belvedere |
| John Carleton    | Tre quarti ala     | Orrell        |
| Gareth Davies    | Mediano d'apertura | Cardiff RFC   |
| Paul Dodge       | Tre quarti centro  | Leicester     |
| Ray Gravell      | Tre quarti centro  | Llanelli      |
| Bruce Hay        | Estremo            | Boroughmuir   |
| Terry Holmes     | Mediano di mischia | Cardiff RFC   |
| Andy Irvine      | Estremo            | Heriot’s      |
| Peter Morgan     | Tre quarti ala     | Llanelli      |
| Rodney O'Donnell | Estremo            | St. Mary’s    |
| Colin Patterson  | Mediano di mischia | Instonians    |
| Elgan Rees       | Tre quarti ala     | Neath         |
| Jim Renwick      | Tre quarti centro  | Hawick        |
| David Richards   | Tre quarti centro  | Swansea       |
| John Robbie      | Mediano di mischia | Greystones    |
| Mike Slemen      | Tre quarti ala     | Liverpool     |
| Steve Smith      | Mediano di mischia | Sale Sharks   |
| Tony Ward        | Mediano d'apertura | Garryowen     |
| Clive Woodward   | Tre quarti centro  | Leicester     |

### Staff tecnico-manageriale
- Syd Millar: tour manager
- Noel Murphy: commissario tecnico
- Jack Matthews: medico

## Risultati

### Itest match
| Arbitro: | Francis Palmade |

|                                                         |      |          |
| W. du Plessis Germishuys Louw Serfontein M. van Heerden | mt   | Price    |
| Botha (3)                                               | tr   |          |
|                                                         | c.p. | Ward (5) |
|                                                         | drop | Ward     |

| Arbitro: | Francis Palmade |

|                                     |      |                    |
| Germishuys Louw G. Pienaar Stofberg | mt   | Gravell O’Driscoll |
| Botha (2)                           | tr   | Davies             |
| Botha (2)                           | c.p. | Davies (2) Irvine  |

| Arbitro: | Jean-Pierre Bonnet |

|            |      |              |
| Germishuys | mt   | Hay          |
| Botha      | tr   |              |
| Botha      | c.p. | Campbell (2) |
| Botha      | drop |              |

| Arbitro: | Jean-Pierre Bonnet |

|                       |      |                            |
| W. du Plessis         | mt   | Irvine Williams O’Driscoll |
|                       | tr   | Campbell                   |
| Botha, G. Pienaar (2) | c.p. | Campbell                   |
| Botha                 | drop |                            |

### Gli altri incontri
| Port Elizabeth 10 maggio 1980                                                                     | E.P. Elephants | 16 – 28           | British Lions XV | Stadio Boet Erasmus |
| Canpher Heunis mt Hay Slemen Holmes Cowley tr Davies Cowley Pretorius c.p. Davies drop Davies (2) |                |                   |                  |                     |
|                                                                                                   |                |                   |                  |                     |
| Canpher Heunis                                                                                    | mt             | Hay Slemen Holmes |                  |                     |
| Cowley                                                                                            | tr             | Davies            |                  |                     |
| Cowley Pretorius                                                                                  | c.p.           | Davies            |                  |                     |
|                                                                                                   | drop           | Davies (2)        |                  |                     |

| East London 14 maggio 1980                                                           | SARA XV | 6 – 28               | British Lions XV | Border RU Ground |
| mt Reese O’Driscoll (2) tr Woodward (2) Prinsloo (2) c.p. Woodward (3) drop Woodward |         |                      |                  |                  |
|                                                                                      |         |                      |                  |                  |
|                                                                                      | mt      | Reese O’Driscoll (2) |                  |                  |
|                                                                                      | tr      | Woodward (2)         |                  |                  |
| Prinsloo (2)                                                                         | c.p.    | Woodward (3)         |                  |                  |
|                                                                                      | drop    | Woodward             |                  |                  |

| Durban 17 maggio 1980                                                                                 | Natal | 15 – 21         | British Lions XV | Kings Park |
| Mortassagne mt Carleton Holmes C. Brown tr Slemen Campbell C. Brown (3) c.p. Campbell (2) drop Slemen |       |                 |                  |            |
| |       |                 |                  |            |
| Mortassagne                                                                                           | mt    | Carleton Holmes |                  |            |
| C. Brown                                                                                              | tr    | Slemen Campbell |                  |            |
| C. Brown (3)                                                                                          | c.p.  | Campbell (2)    |                  |            |
| | drop  | Slemen          |                  |            |

| Potchefstroom 21 maggio 1980                                      | SA Invitation | 19 – 22      | British Lions XV | Olën Park |
| D. Smith mt Slemen (2) tr Woodward R. Blair (5) c.p. Woodward (4) |               |              |                  |           |
|                                                                   |               |              |                  |           |
| D. Smith                                                          | mt            | Slemen (2)   |                  |           |
|                                                                   | tr            | Woodward     |                  |           |
| R. Blair (5)                                                      | c.p.          | Woodward (4) |                  |           |

| Bloemfontein 24 maggio 1980                                                                            | Orange Free State | 17 – 21                   | British Lions XV | Free State Stadium |
| Gerber D. Jeffery Wolmarans mt Slemen (2) Holmes Wheeler G. Pienaar tr Renwick G. Pienaar c.p. Renwick |                   |                           |                  |                    |
| |                   |                           |                  |                    |
| Gerber D. Jeffery Wolmarans                                                                            | mt                | Slemen (2) Holmes Wheeler |                  |                    |
| G. Pienaar                                                                                             | tr                | Renwick                   |                  |                    |
| G. Pienaar                                                                                             | c.p.              | Renwick                   |                  |                    |

| Stellenbosch 27 maggio 1980                                 | SAR Federation XV | 6 – 15    | British Lions XV | Danie Craven Stadium |
| mt Carleton tr Ward Tobias (2) c.p. Ward (2) drop O’Donnell |                   |           |                  |                      |
|                                                             |                   |           |                  |                      |
|                                                             | mt                | Carleton  |                  |                      |
|                                                             | tr                | Ward      |                  |                      |
| Tobias (2)                                                  | c.p.              | Ward (2)  |                  |                      |
|                                                             | drop              | O’Donnell |                  |                      |

| Windhoek 4 giugno 1980                                                                    | SA Country Districts | 7 – 27                              | British Lions XV | South Western Stadium |
| C. Williams mt Woodward Renwick Tucker G. Williams tr G. Davies Tobias c.p. G. Davies (3) |                      |                                     |                  |                       |
|                                                                                           |                      |                                     |                  |                       |
| C. Williams                                                                               | mt                   | Woodward Renwick Tucker G. Williams |                  |                       |
|                                                                                           | tr                   | G. Davies                           |                  |                       |
| Tobias                                                                                    | c.p.                 | G. Davies (3)                       |                  |                       |

| Johannesburg 7 giugno 1980                                                                                        | Transvaal | 12 – 32                                      | British Lions XV | Wanderers Stadium |
| Maritz mt Woodward (2) Richards Davies Patterson Price L. Barnard tr Woodward L. Barnard (2) c.p. Woodward Irvine |           |                                              |                  |                   |
| |           |                                              |                  |                   |
| Maritz | mt        | Woodward (2) Richards Davies Patterson Price |                  |                   |
| L. Barnard | tr        | Woodward                                     |                  |                   |
| L. Barnard (2) | c.p.      | Woodward Irvine                              |                  |                   |

| Springs 11 giugno 1980                                                                 | Eastern Transvaal | 15 – 21         | British Lions XV | P.A.M. Brink Stadium |
| A. Geere mt Carleton tr O. Campbell A. Geere (4) c.p. O. Campbell (4) drop O. Campbell |                   |                 |                  |                      |
|                                                                                        |                   |                 |                  |                      |
| A. Geere                                                                               | mt                | Carleton        |                  |                      |
|                                                                                        | tr                | O. Campbell     |                  |                      |
| A. Geere (4)                                                                           | c.p.              | O. Campbell (4) |                  |                      |
|                                                                                        | drop              | O. Campbell     |                  |                      |

| Johannesburg 18 giugno 1980                                           | Junior Springboks | 6 – 17            | British Lions XV | Wanderers Stadium |
| B. Geldenhuys mt Rees Dodge Irvine G. Cowley tr Woodward drop Renwick |                   |                   |                  |                   |
|                                                                       |                   |                   |                  |                   |
| B. Geldenhuys                                                         | mt                | Rees Dodge Irvine |                  |                   |
| G. Cowley                                                             | tr                | Woodward          |                  |                   |
|                                                                       | drop              | Renwick           |                  |                   |

| Pretoria 21 giugno 1980                                                    | Northern Transvaal | 9 – 16           | British Lions XV | Loftus Versfeld |
| T. v.d. Merwe mt Colclough Squire Botha tr Campbell c.p. Irvine Botha drop |                    |                  |                  |                 |
|                                                                            |                    |                  |                  |                 |
| T. v.d. Merwe                                                              | mt                 | Colclough Squire |                  |                 |
| Botha                                                                      | tr                 | Campbell         |                  |                 |
|                                                                            | c.p.               | Irvine           |                  |                 |
| Botha                                                                      | drop               |                  |                  |                 |

| Durban 2 luglio 1980                                                       | SA Barbarians | 14 – 25           | British Lions XV | Kings Park |
| Davids Buchanan Loane mt Irvine Ward Tomes Porta tr Ward (2) c.p. Ward (3) |               |                   |                  |            |
|                                                                            |               |                   |                  |            |
| Davids Buchanan Loane                                                      | mt            | Irvine Ward Tomes |                  |            |
| Porta                                                                      | tr            | Ward (2)          |                  |            |
|                                                                            | c.p.          | Ward (3)          |                  |            |

| Città del Capo 5 luglio 1980                                                                      | Western Province | 6 – 37              | British Lions XV | Newlands Stadium |
| mt Irvine Hay Woodward tr Campbell (2) Beck Serfontein c.p. Campbell (4) drop Irvine Campbell (2) |                  |                     |                  |                  |
|                                                                                                   |                  |                     |                  |                  |
|                                                                                                   | mt               | Irvine Hay Woodward |                  |                  |
|                                                                                                   | tr               | Campbell (2)        |                  |                  |
| Beck Serfontein                                                                                   | c.p.             | Campbell (4)        |                  |                  |
|                                                                                                   | drop             | Irvine Campbell (2) |                  |                  |

| Kimberley 8 luglio 1980                                                                                          | Griqualand West | 19 – 23                | British Lions XV | de Beers Stadium |
| A.C. Koch C. Oosthuizen mt Morgan Williams Robbie C. Visagie tr Ward C. Visagie (3) c.p. Ward drop Morgan Robbie |                 |                        |                  |                  |
| |                 |                        |                  |                  |
| A.C. Koch C. Oosthuizen                                                                                          | mt              | Morgan Williams Robbie |                  |                  |
| C. Visagie | tr              | Ward                   |                  |                  |
| C. Visagie (3)                                                                                                   | c.p.            | Ward                   |                  |                  |
| | drop            | Morgan Robbie          |                  |                  |

## Statistiche

### Utilizzo dei giocatori
| Bill Beaumont | 4 | 0 | 0 | 0 | 0 | 0  | 10 | 0 | 0 | 0  | 0 | 0  |
| Maurice Colclough | 4 | 0 | 0 | 0 | 0 | 0  | 11 | 1 | 0 | 0  | 0 | 4  |
| Ray Gravell | 4 | 1 | 0 | 0 | 0 | 4  | 11 | 1 | 0 | 0  | 0 | 4  |
| John O’Driscoll | 4 | 2 | 0 | 0 | 0 | 8  | 11 | 3 | 0 | 0  | 0 | 12 |
| Graham Price | 4 | 1 | 0 | 0 | 0 | 4  | 12 | 2 | 0 | 0  | 0 | 8  |
| Jeff Squire | 4 | 0 | 0 | 0 | 0 | 0  | 11 | 1 | 0 | 0  | 0 | 4  |
| Peter Wheeler | 4 | 0 | 0 | 0 | 0 | 0  | 10 | 1 | 0 | 0  | 0 | 4  |
| Clive Williams | 4 | 0 | 0 | 0 | 0 | 0  | 12 | 0 | 0 | 0  | 0 | 0  |
| Ollie Campbell | 3 | 0 | 1 | 3 | 0 | 11 | 7  | 0 | 5 | 13 | 3 | 58 |
| John Carleton | 3 | 0 | 0 | 0 | 0 | 0  | 10 | 3 | 0 | 0  | 0 | 12 |
| Bruce Hay | 3 | 1 | 0 | 0 | 0 | 4  | 11 | 2 | 0 | 0  | 0 | 8  |
| Andy Irvine | 3 | 1 | 0 | 1 | 0 | 7  | 8  | 3 | 0 | 4  | 1 | 27 |
| Colin Patterson | 3 | 0 | 0 | 0 | 0 | 0  | 10 | 1 | 0 | 0  | 0 | 4  |
| Paul Dodge | 2 | 0 | 0 | 0 | 0 | 0  | 5  | 1 | 0 | 0  | 0 | 4  |
| Derek Quinnell | 2 | 0 | 0 | 0 | 0 | 0  | 9  | 0 | 0 | 0  | 0 | 0  |
| Colm Tucker | 2 | 0 | 0 | 0 | 0 | 0  | 9  | 1 | 0 | 0  | 0 | 4  |
| Clive Woodward | 2 | 0 | 0 | 0 | 0 | 0  | 11 | 4 | 5 | 8  | 1 | 53 |
| G. Davies | 1 | 0 | 1 | 2 | 0 | 8  | 4  | 1 | 2 | 5  | 1 | 26 |
| Rod O’Donnell | 1 | 0 | 0 | 0 | 0 | 0  | 7  | 0 | 0 | 1  | 0 | 3  |
| Jim Renwick | 1 | 0 | 0 | 0 | 0 | 0  | 11 | 1 | 2 | 2  | 1 | 17 |
| Richards David | 1 | 0 | 0 | 0 | 0 | 0  | 7  | 0 | 0 | 0  | 0 | 0  |
| John Robbie | 1 | 0 | 0 | 0 | 0 | 0  | 7  | 1 | 0 | 0  | 1 | 7  |
| Mike Slemen | 1 | 0 | 0 | 0 | 0 | 0  | 5  | 5 | 1 | 0  | 1 | 25 |
| Tony Ward | 1 | 0 | 0 | 5 | 1 | 18 | 5  | 1 | 4 | 11 | 1 | 48 |
| John Beattie | 0 | 0 | 0 | 0 | 0 | 0  | 8  | 0 | 0 | 0  | 0 | 0  |
| Phil Blakeway | 0 | 0 | 0 | 0 | 0 | 0  | 1  | 0 | 0 | 0  | 0 | 0  |
| Fran Cotton | 0 | 0 | 0 | 0 | 0 | 0  | 4  | 0 | 0 | 0  | 0 | 0  |
| Terry Holmes | 0 | 0 | 0 | 0 | 0 | 0  | 4  | 3 | 0 | 0  | 0 | 12 |
| Stuart Lane | 0 | 0 | 0 | 0 | 0 | 0  | 1  | 0 | 0 | 0  | 0 | 0  |
| Allan Martin | 0 | 0 | 0 | 0 | 0 | 0  | 8  | 0 | 0 | 0  | 0 | 0  |
| Peter Morgan | 0 | 0 | 0 | 0 | 0 | 0  | 7  | 1 | 0 | 1  | 0 | 7  |
| Philip Orr | 0 | 0 | 0 | 0 | 0 | 0  | 5  | 0 | 0 | 0  | 0 | 0  |
| Alan Phillips | 0 | 0 | 0 | 0 | 0 | 0  | 7  | 0 | 0 | 0  | 0 | 0  |
| Elgan Rees | 0 | 0 | 0 | 0 | 0 | 0  | 6  | 3 | 0 | 0  | 0 | 12 |
| Steve Smith | 0 | 0 | 0 | 0 | 0 | 0  | 0  | 0 | 0 | 0  | 0 | 0  |
| Ian Stephens | 0 | 0 | 0 | 0 | 0 | 0  | 5  | 0 | 0 | 0  | 0 | 0  |
| Alan Tomes | 0 | 0 | 0 | 0 | 0 | 0  | 7  | 1 | 0 | 0  | 0 | 4  |
| Gareth Williams | 0 | 0 | 0 | 0 | 0 | 0  | 6  | 2 | 0 | 0  | 0 | 8  |
| N.B. I giocatori in grassetto furono utilizzati nei test match. A parità di numero di questi ultimi essi sono ordinati per cognome. |   |   |   |   |   |    |    |   |   |    |   |    |